# Disney Tangled: The Video Game
Disney Tangled: The Video Game é um jogo eletrônico baseado no filme Tangled da Walt Disney Animation Studios, desenvolvido pela Disney Interactive Studios, e lançado no dia 23 de novembro de 2010 para Wii e Nintendo DS.

## Jogabilidade
O jogo é baseado no filme Tangled, e muito semelhante a outros jogos baseados em filmes da Disney como The Princess and the Frog, sendo os principais desafios, solucionar quebra-cabeças, competir em mini-games e concluir uma série de tarefas. No jogo o jogador tem que resgatar a princesa Rapunzel passando por uma série de aventuras junto com Flynn Ryder.
A versão para o Wii possui o modo de cooperação, onde até quatro jogadores, onde os jogadores podem navegar por eventos do filme concluindo desafios e atividades. A versão para PC foi lançada também no Brasil com manual em português e suporte técnico no país.
A atriz Mandy Moore e o ator Zachary Levi que fizeram a dublagem do filme, também participaram da dublagem da versão para Wii, interpretando os personagens Rapunzel e Flynn Rider.